# Polycopsis compressa
Polycopsis compressa är en kräftdjursart som först beskrevs av Brady och Robertson.  Polycopsis compressa ingår i släktet Polycopsis och familjen Polycopidae. Arten är reproducerande i Sverige. Inga underarter finns listade i Catalogue of Life.